# Zeerijp
Zeerijp (Gronings: Riep of Zeeriep) is een dorp in de gemeente Eemsdelta in de Nederlandse provincie Groningen. De dorpskern telt 410 inwoners (CBS 2023) en het postcodegebied 9914 (dus inclusief het buitengebied) ongeveer 500 inwoners (2023).

## Geografie

### Dorp
Zeerijp bestaat voor een groot deel uit lintbebouwing langs drie hoofdwegen: de Borgweg (vroeger: Hoofdweg), de Eenumerweg en de Molenweg. Daarnaast is er enige komvorming ten noorden van de Borgweg: rond de in de 17e eeuw ontstane buurt 'De Kamp' (Kampweg), de Kwekersweg en de Noorderstraat. De huizen dateren voor de helft van voor de Tweede Wereldoorlog en voor de helft van daarna. Ongeveer 70% van de woningvoorraad bestaat uit koopwoningen. Huurwoningen (onder andere woningwetwoningen en bejaardenwoningen) werden met name in de jaren 1950 tot 1990 gebouwd rond de Noorderstraat. Een van de oudste woningbouwprojecten is de woning Kampweg 14-16 van woningstichting 't Zandt uit 1919.
Voor voorzieningen is het dorp grotendeels aangewezen op Loppersum en omstreken. Voorzieningen in het dorp zelf zijn een basisschool, een dorpshuis, een molen, een cafetaria, een kapster, twee B&B's en een graanbedrijf. Verder zijn er nog tamelijk veel particulieren. Van de beide kerken wordt de grote hervormde Jacobuskerk zo'n twee keer per maand gebruikt voor diensten en ook regelmatig voor orgelconcerten. De kleinere doopsgezinde kerk is ingericht als bed & breakfast en wordt verhuurd als zaaltje voor feestjes en bijeenkomsten.
Binnen het postcodegebied van het dorp liggen de gehuchten Ozingeweer, Terhorn (ook Molenhorn of Schatsborg) en De Groeve (ook Grou).

### Vervoer

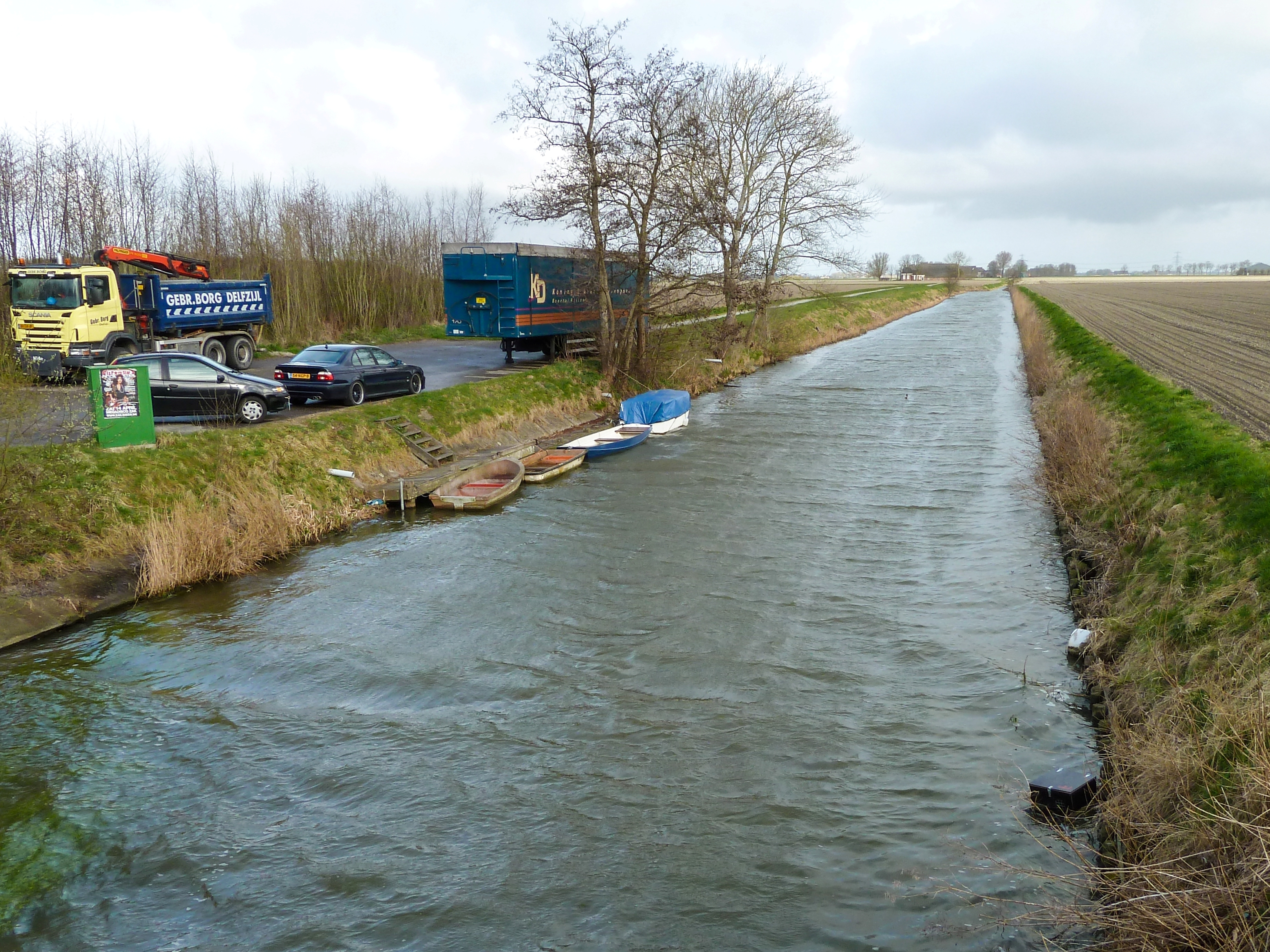
Het Zeerijpermaar gezien vanaf de Schippershuistil met links het opslagterrein, waar nu vooral vrachtwagens worden geparkeerd.

Het dorp ligt te midden van de dorpen Loppersum, Westeremden, Garsthuizen-Startenhuizen, 't Zandt, Godlinze, Leermens en Eenum. Zeerijp ligt op enkele kilometers van de belangrijkste uitvalswegen; de N46 (Groningen-Eemshaven) in het westen en de N360 (Groningen-Delfzijl) in het oosten. Zeerijp heeft een busverbinding met Eemshaven en Loppersum (lijn 45).
De belangrijkste waterweg is het Zeerijpermaar ten oosten van het dorp, dat naar het zuiden toe via achtereenvolgens het Eenumermaar en het Oosterwijtwerdermaar aansluit op het Damsterdiep en naar het noorden toe via het Garsthuizermaar in het Oude Maar. Bij het dorp werd in 1855 de Zeerijpstertil of Hartmanstil aangelegd over de Zeerijpermaar, toen de weg van Zeerijp naar Terhorn door de provincie verhard werd tot een grindweg. De brug werd in 1940 vervangen door een nieuwe brug, die in 1982 werd gerestaureerd. De tegenwoordige brug wordt Schippershuistil genoemd. De brug is voorzien van sierlijke gietijzeren balusters. Bij de brug werd in 1976 een opslagplaats aangelegd, die nu dienstdoet als parkeerplaats voor vrachtwagens. Tot begin 19e eeuw was er een haventje in het dorp bij de molen, die aansloot op het Zeerijpermaar.

### Bestuur
Zeerijp ligt op de plek van de oude dijk die ooit werd aangelegd in de Fivelboezem. Het dorp vormde in de middeleeuwen onderdeel van het Westerambt, een onderkwartier van Fivelgo. Tijdens de Republiek vormde het onderdeel van het onderkwartier Oosterdeel van Fivelingo. Gerechtelijk behoorde Zeerijp tot de rechtstoel 't Zandster Eesterrecht. De zetel daarvan bevond zich soms ook in Zeerijp in het Regthuys (later herberg, Borgweg 12). Langs de Woldweg ten zuiden van het dorp zijn skeletten van mensen gevonden die mogelijk door een der rechtstoelen terechtgesteld zijn. Waterstaatkundig vormde het kerspel Zeerijp de 'Zeerijpster eed' die onderdeel vormde van de derde schepperij (Loppersum) van het Dorpster zijlvest.
Zeerijp vormde vroeger een kerspel dat net als de rest van de Ommelanden onderdeel vormde van het bisdom Münster. Samen met Loppersum, Eenum, Wirdum, Garrelsweer en Leermens stond Zeerijp niet onder een seend (proost of deken), maar direct onder de officiaal van de bisschop van Münster. Na de instelling van het Bisdom Groningen-Leeuwarden in 1559 werd in 1562 middels een indultum (Vrijbrief) herbevestigd. Het kerspel van Zeerijp was lange tijd onderverdeeld in twee kluften (of klauwen): Een klauwboek noemt de kluft 'boven de weg' met vijf edele heerden (Guttingeheerd, Sijwerdingeheerd, Eijsmaheerd, Eelzemaheerd, Hidtsmaheerd) en de kluft 'buiten de weg' met zeven edele heerden (Fridemaheerd, Entekeheem, Enneheerd, Edzemaheerd, Pijpingheheerd of Wijninghe tijll, Duwersmaheerd, Eppingheheerd). In een ander klauwboek staat de vermelding dat het 'Lopster redgerrecht' onder andere bestond uit de 'Rijpster clauwe' met drie edele heerden (Lyuppe Hayckensheerd, Vrouw Ulkskensheerd en 'Hoyckemaheerd over de wegh') en de 'Osingeweerster clauwe' met drie edele heerden (Hoyckemaheerd, Jonge Sickensheerd en Godekenheerd of Sijgersmaheerd).
Begin 19e eeuw, toen de gemeenten werden geformeerd, ontstond een lange discussie over de vraag of Zeerijp bij Loppersum of bij 't Zandt zou moeten behoren. Uiteindelijk werd Zeerijp in 1811 onderdeel van de gemeente 't Zandt. In 1990 werd de gemeente 't Zandt en daarmee Zeerijp echter alsnog tot onderdeel van de (vergrote) gemeente Loppersum gemaakt.

## Geschiedenis

### Naam
Zeerijp wordt voor het eerst vermeld als Ripa in de Kroniek van Bloemhof onder de jaren 1227 en 1228. Ook Jacob van Deventer gebruikt op zijn kaart van 1559 de verkorte vorm Ryp, die in het Gronings vaak wordt gebruikt. Het dorp wordt in 1461 vermeld als jnden Rijm en 1462 als Rijpp. Een zeventiende-eeuws afschrift van een akte uit 1396 spreekt over in 1396 vermeld als Serijp, maar hier wordt Oprijp te Uithuizen bedoeld.
De naam komt van het Germaans rîp, reep, rîm in de betekenis van 'rand, oever, landstrook'. Dit woord werd niet alleen gebruikt voor de oever van de zee (bijvoorbeeld in het Oudengels særima), maar ook voor een nederzetting aan een oever of op een kwelderwal. In de Ommelanden komt de naam meermalen voor, bijvoorbeeld de nederzettingen Ripon (fan theru Ripu) bij Warffum (omstreeks 1050), Oprijp te Uithuizen, Langerijp bij Appingedam, Lutjerijp bij Leermens, in den Rijpe bij Pieterburen (1528) en het verdwenen Diurardasrip in Duurswold. Ook in de buurgewesten komt de naam vaak voor. Het woord is verwant aan het Groningse woord riepe ('stoep'). Er vond bovendien een wisselwerking plaats met het Latijnse woord ripa, dat eveneens 'oever' betekent.

### Riepster licht
In Groningen wordt het verhaal verteld van het Riepster licht dat af en toe in de buurt van Zeerijp zou worden gezien. Hierbij behoort de onderstaande legende, hier verteld door Van der Aa in 1841:
Onder de bijzonderheden van dit dorp [Zeerijp] rekenen wij de Woldweg of Wolddijk en het aldaar zo algemeen waargenomen bekende spokende Rijpster licht. Dit zeer gevreesde licht was geen zich verplaatsende ruil of vurige landmeter, geen valse lantaarn of stalkaars [benamingen voor spokende lichtgeesten], geen dwaal- of hiplicht, maar een blijvend licht, dat op dezelfde plaats dan eens zeer helder en dan eens bijna onmerkbaar gezien werd. Er bestaat omtrent de oorsprong van dit licht de volgende legende.
Keizer Karel de Grote beval na zijn overwinning op de Friese koning Radboud II opdracht dat overal de wetten in schrift zouden worden gesteld. De Friezen benoemden tot dat einde twaalf deskundige personen, wetgeleerden, door hen Wimoedes en door de Noormannen Azen genaamd. Deze moesten als ingewijden de heilige godentaal, die merendeels uit rijmen en spreuken bestond, uit het Oudfries in het Latijn overzetten, en die vertaling zou hen vervolgens tot richtsnoer verstrekken. De Wimoedes weigerden: het was huns inziens niet geoorloofd het door hun voorouders in orakeltaal uitgesprokene op schrift te stellen; ook wilden ze zich niet aan de nieuw ingevoerde keizerlijke wetten onderwerpen, als wijkende te zeer af van hun aloude zeden en gewoonten, waaraan zij bijzonder gehecht waren. De keizer stelt hen nu voor een keus, binnen zeven dagen te doen: onthoofd, levend begraven of in een stuurloos schip uitgezet worden. Ze kiezen voor het laatste.
Voor Gods weer en wind drijvend, vertelt een van de Wimoedes, met name Azing of Asega, dat hij eens in een leerrede van Willebrord gehoord had dat Jezus Christus na zijn opstanding, op het bidden van zijn in druk gezeten [in angst zittende] vrienden onder hen verschenen was, hoewel de deuren van de zaal waarin zij zich bevonden gesloten waren. Hij stelt voor dat ook zij tot Jezus bidden. En ziet: terwijl zij nog baden, vertoonde zich achter in het schip een man, rustende met zijn hand op het kromhout waarmee hij het schip bestuurde en hen alzo weer in de haven vanwaar zij uitgevaren waren terugbracht. Als nu de dertiende, met de twaalf Wimoedes, aan welke hij in uiterlijk voorkomen geheel gelijk was, aan land kwam, wierp hij het kromhout op de grond, alwaar het terstond brandde en vervolgens tot een lichtende baak voor de zeelieden werd, totdat ’t Zandt [de haven van Zeerijp] verstopte, waarop het brandende hout verdween en door eene rijke bron van heerlijk vers water vervangen werd. Doch van toen af brandde de duivel hier aan de dijk een vuur als een valse lantaarn, een groot licht, om de zeelieden te misleiden, daar dit licht bij nadering verdween. De dertiende onderwees de Wimoedes verder. Als zij nu wel onderricht waren, zagen ze de dertiende niet langer. Zij kozen het landrecht dat hun door Maria’s zoon geleerd was en deze verzameling van wetten verwierf de goedkeuring van de keizer en de paus beide, en door deze ingeving van Jezus Christus kregen de anders stijfhoofdige Friezen hun wetten overeenkomstig des keizers verlangen. Het zo gevreesde Rijpster licht is dus niet anders dan het vuur van de Boze.

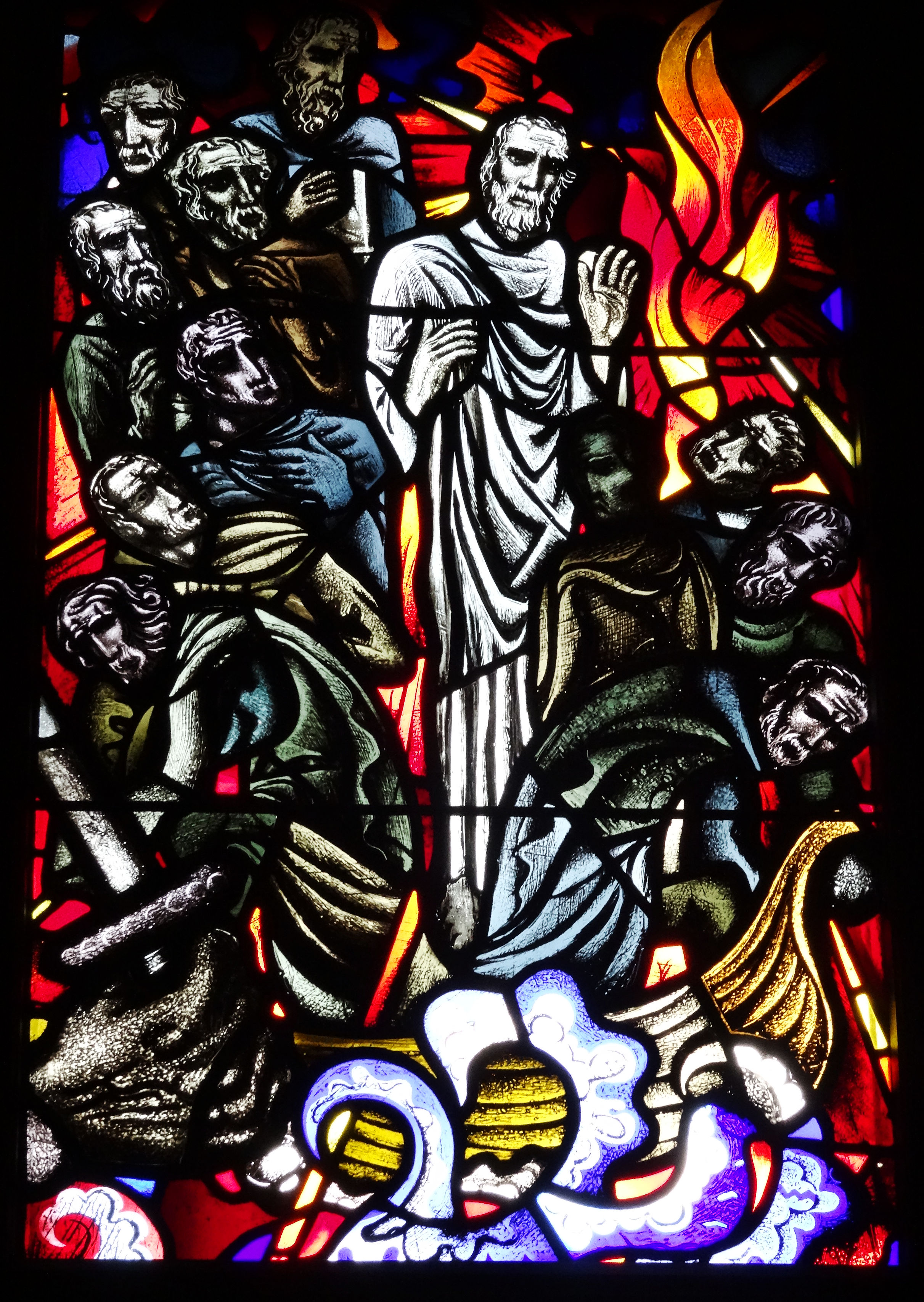
Johan Dijkstra beeldde de sage in 1940 uit op een van de gedenkramen in het Academiegebouw van de Groninger universiteit.

De sage is een variatie op een bekende sage over het ontstaan van het Friese recht die vanaf de veertiende eeuw is overgeleverd en al is afgebeeld op het stadszegel van Medemblik uit 1294. Hij gaat volgens sommige historici terug op de Germaanse mythologie (Fosete) en knoopt aan bij het verhaal dat Karel de Grote - volgens zijn biograaf Einhard - de wetten van al zijn onderdanen liet optekenen. De middeleeuwers waren dol op Karel de Grote, die als grondlegger van de Friese vrijheid werd gezien en fantaseerden er flink op los.
Het verhaal komt voor in het Ommelander Landrecht van 1448; Eggerik Beninga tekende het verhaal in de 16e eeuw op in zijn Oost-Friese kroniek en Sicke Benninge in zijn Groninger kroniek. De sage is waarschijnlijk rond 1600 aan Zeerijp gekoppeld door de Zeerijper priester, later predikant Gerardus Alberti. Diens verhalen werden voor het eerst bekend door Van der Aa in 1851. Ze kwamen uit een later verloren gegaan manuscript "betrekkelijk Zeerijp en omstreken", met aantekeningen die volgens de arts Rembertus Westerhoff "weinig om het lijf hadden en doorweven waren met spookverhalen".

Predikant Jacobus Albertus Uilkens te Lellens berichtte in 1799 als eerste over de dwaal- of hiplichtjes,
… het welk de menschen … in de streeken van de Zeeryp, Loppersum, het Zand enz. het Rypsterlicht noemen; misschien omdat het dijkwerf in en bij de Ryp of Zeeryp gezien wordt; hier voor loopen dan de bijgeloovige en onkundige lieden weg, terwijl zij zich verbeelden de zonderlingste gedaanten te zien, of zij raaken, door hierop lang te staaren, van het pad en verdwaalen, en daarom ook dwaallichtjes geheeten. 
Uilkens verklaarde de blauwe vlammetjes uit moerasgas. De schoolmeester van Zeerijp meende in 1828 dat het allemaal wel meeviel. 'Bygeloof ontdek ik hier byna niets', schrijft hij, 'Groote hiplichtjes, bekend als ’t Rypster licht, gewaagt men slecht zelden van: en zy worden van byna allen op hunne waarde geschat'. In het voetspoor van de Afscheiding van 1834 nam het geloof in zulke zaken echter weer toe. Nikolaus Westendorp had het in 1839 over 'het zoo algemeen aangenomen geloof van het spokend Rijpster licht' bij de Woldweg. 'Nog heden ten dage', lezen we bij Marten Douwes Teenstra in 1859 'wordt dit zoo gevreesde Rijpster-licht aldaar nu en dan aan den Wolddijk gezien, zijnde naar de verhalen van het bijgeloovige en lichtschuwe volk, een vuur, dat somtijds vooral bij stormachtig weer, door den booze ontstoken wordt'. Schoolmeester J. Kuipers bevestigde in 1861 dat sommige dorpsgenoten de lichtjes die ze toeschreven aan de Olde of de Euvele nog hadden waargenomen.
Inderdaad was de Woldweg een plek waar men bang voor was. Bij de brug over de Tochtsloot was ooit het galgenveld van de rechtstoel Zeerijp; volgens overleveringen is er skeletmateriaal gevonden.
Ploeg-kunstenaar Johan Dijkstra maakte in 1940 een gebrandschilderd glas van het Riepster Licht voor de aula van het Academiegebouw van de Rijksuniversiteit Groningen. In 1947 maakte hij voor de kerstbijlage van het Nieuwsblad van het Noorden drie gekleurde platen, die waren gemodelleerd naar de 19e-eeuwse centsprenten.
Nienke van Hichtum schreef in 1925 een verhaal over het Riepster licht. Dichter Jan Boer wijdde er in 1937 een ballade aan, waarin het licht tot een hemelhoge toren werd gemaakt "dei mit zien lichten, zien geluden, aan ale zwaarvers ’t pad zol duden".

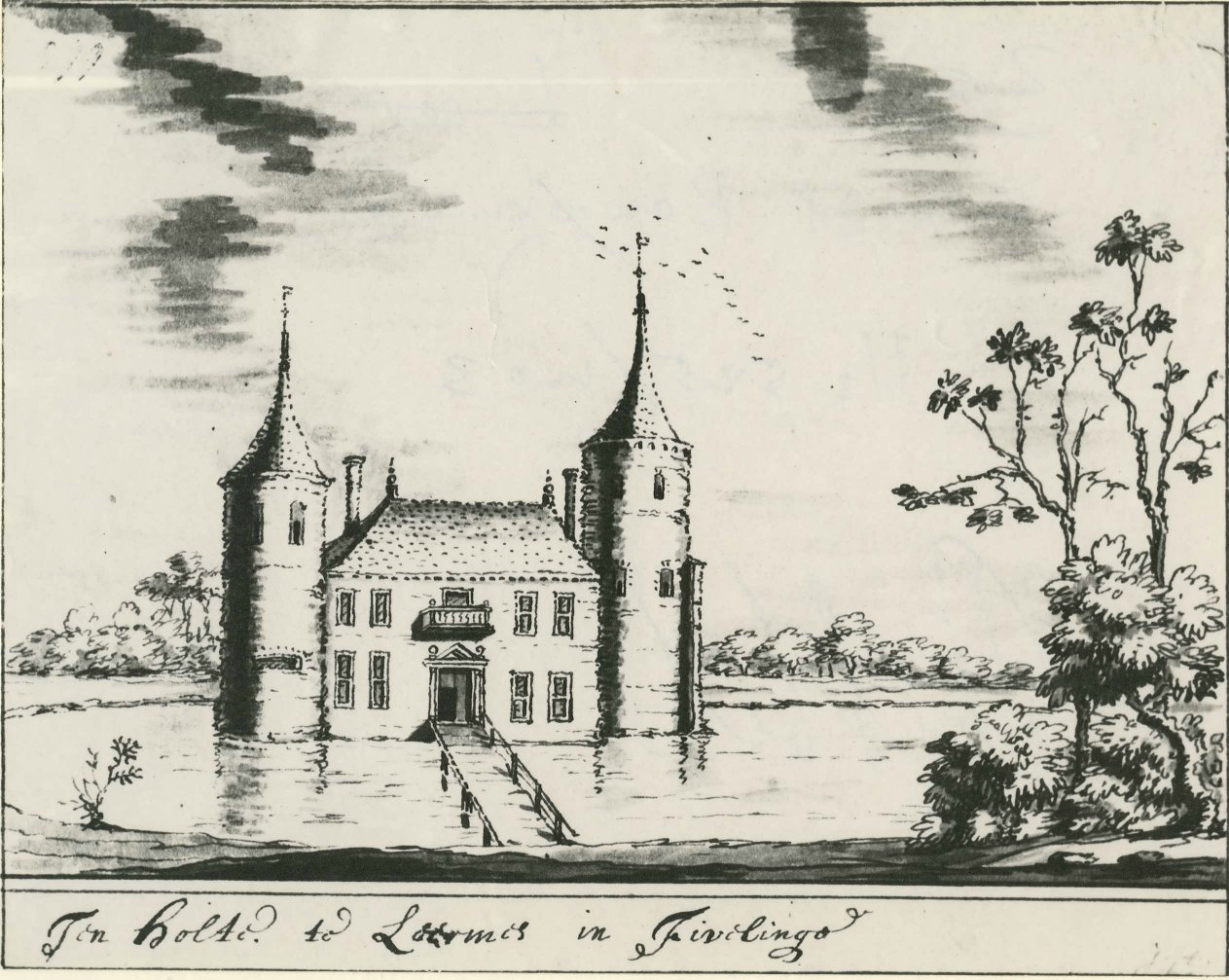
De borg Boukum rond 1650. (Stellingwerff, ca. 1700)

### Beginperiode
Zeerijp is mogelijk ontstaan door pioniers die zich in de tiende of elfde eeuw vanuit Eenum vestigden op twee langgerekte wierden enkele honderden meters ten zuiden van het huidige dorp. Ergens na het jaar 1000 werd een dijk aangelegd over de kwelderruggen en oeverwallen van de Fivelboezem, vanaf Uithuizen via Westeremden naar Zeerijp en verder via Godlinze en Spijk naar het oosten. Deze dijk liep in Zeerijp langs de huidige Borgweg, de belangrijkste weg door het huidige dorp. Bij opgravingen bij de dorpskerk is onder de aanbouw (het vroegere schooltje) een gemetseld riool gevonden dat wellicht gebruikt werd voor de afwatering of om zoet water aan te voeren. Nadat de Fivelboezem een flink stuk was verland werd kort daarna, nog in de twaalfde eeuw, ongeveer een kilometer noordelijker parallel aan deze dijk een nieuwe dijk aangelegd om de nieuwe kweldergronden, waarmee de eerste Fivelpolder ontstond. Rondom de oude dijk werden daarop vermoedelijk aan het einde van de 12e eeuw een aantal verhoogde erven opgeworpen, die het begin vormen van het huidige dorp. Daarbij werd ook een eerste kerk gebouwd, die veel kleiner was dan het huidige gebouw. Enkele restjes tufsteen zijn wellicht gebruikt bij de fabricage van tras (waterbestendig mortel).
Ongeveer 400 meter ten zuidoosten van de Borgweg ligt aan de Woldweg een wierde die afgaande op de kogelpotscherven in de 12e eeuw werd opgeworpen. Dit was vermoedelijk het huis van de vicaris. De vicarie werd in 1590 samen met de patorie afgebrand door rondtrekkende plunderende Friese soldaten. De Woldweg ligt op de plek van de vroegere Woldlaan, die naast de Tochtsloot lag. Deze Tochtsloot stond vermoedelijk voor de aanleg van de dijk in verbinding met de zee. Aan deze tocht lag ook een gerechtsplaats, waar ook veroordeelden en zelfmoordenaars werden begraven. Op deze plek werden later de resten van drie van hen gevonden.
In 1227 komt het dorp voor in de Kroniek van Bloemhof, toen priester Herbrand van Zeerijp werd vermoord. Volgens de negentiende-eeuws volksverhaal had het dorp een haventje en een vuurtoren, maar daarvoor bestaat geen enkele aanwijzing. De Fivelgronden waren erg rijk, waardoor het dorp al snel tot bloei kwam; het begin van een eeuwenlange geschiedenis als agrarische nederzetting. In de eerste helft van de veertiende eeuw verrees de grote kruiskerk van het dorp, de Jacobuskerk. Deze kerk vormt met de 15e-eeuwse toren nog altijd het baken van het dorp.
In de loop der tijd werden er ten minste zes steenhuizen rond het dorp gebouwd, waarvan er vier uitgroeiden tot borgen: Boukum(a), Eelsum, Haykema en Juckema. De 17e eeuw vormde de bloeitijd voor de borgen. Veel van de inventaris van de kerk werd in die tijd geschonken door de lokale adel. In de 18e eeuw verdwenen de vier borgen of werden verbouwd tot boerderijen. De rouwborden en grafzerken in de Jacobuskerk herinneren nog aan de vroegere adellijke families zoals Clant, Grevinck, Ten Holte, Van Borck en Rengers.

### Groei van het dorp

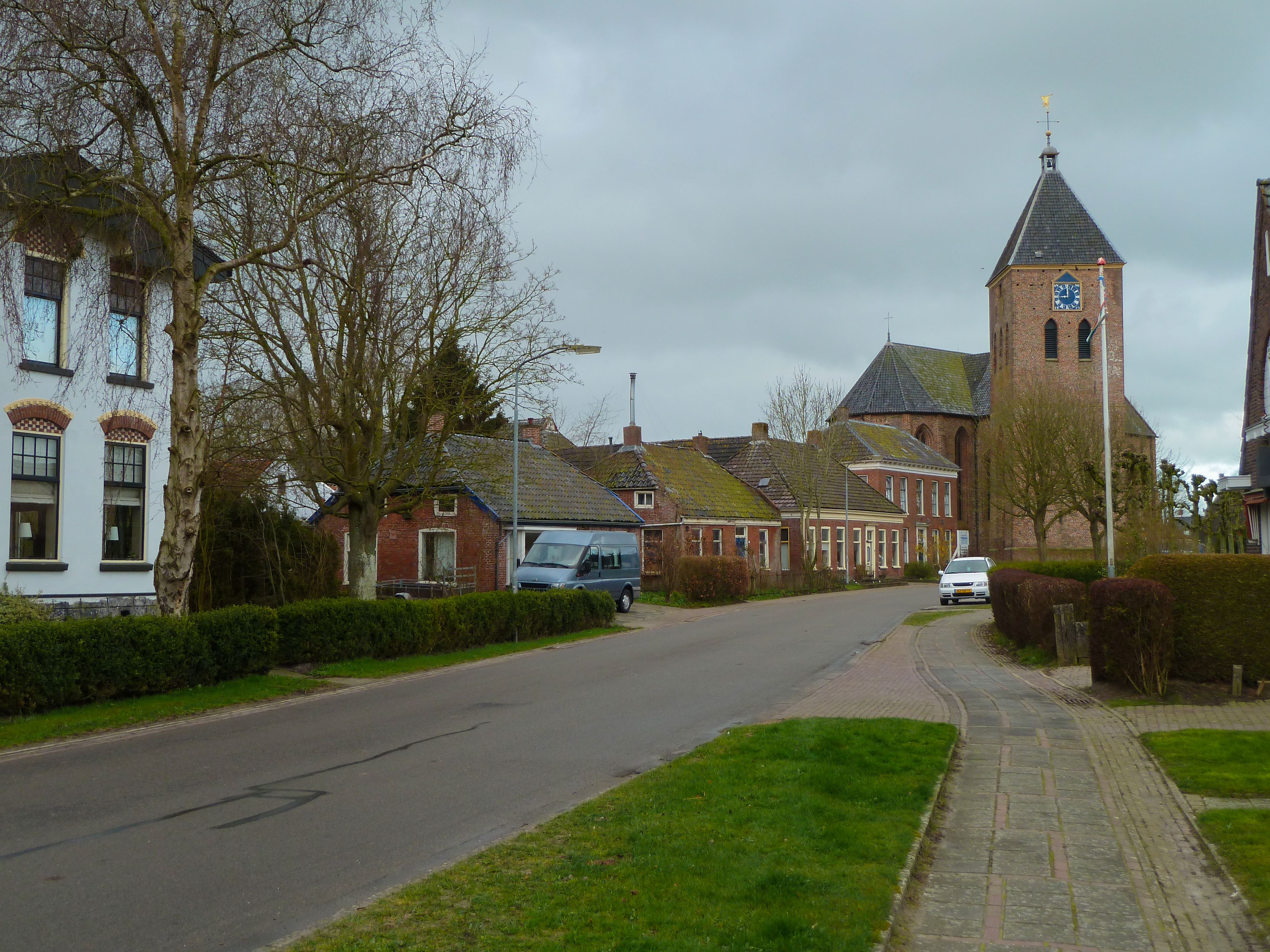
Gezicht op een deel van de Borgweg met links een villaboerderij in chaletstijl (1908), twee woningen, de vroegere herberg Oude Rechthuis, de hervormde pastorie en de Jacobuskerk.

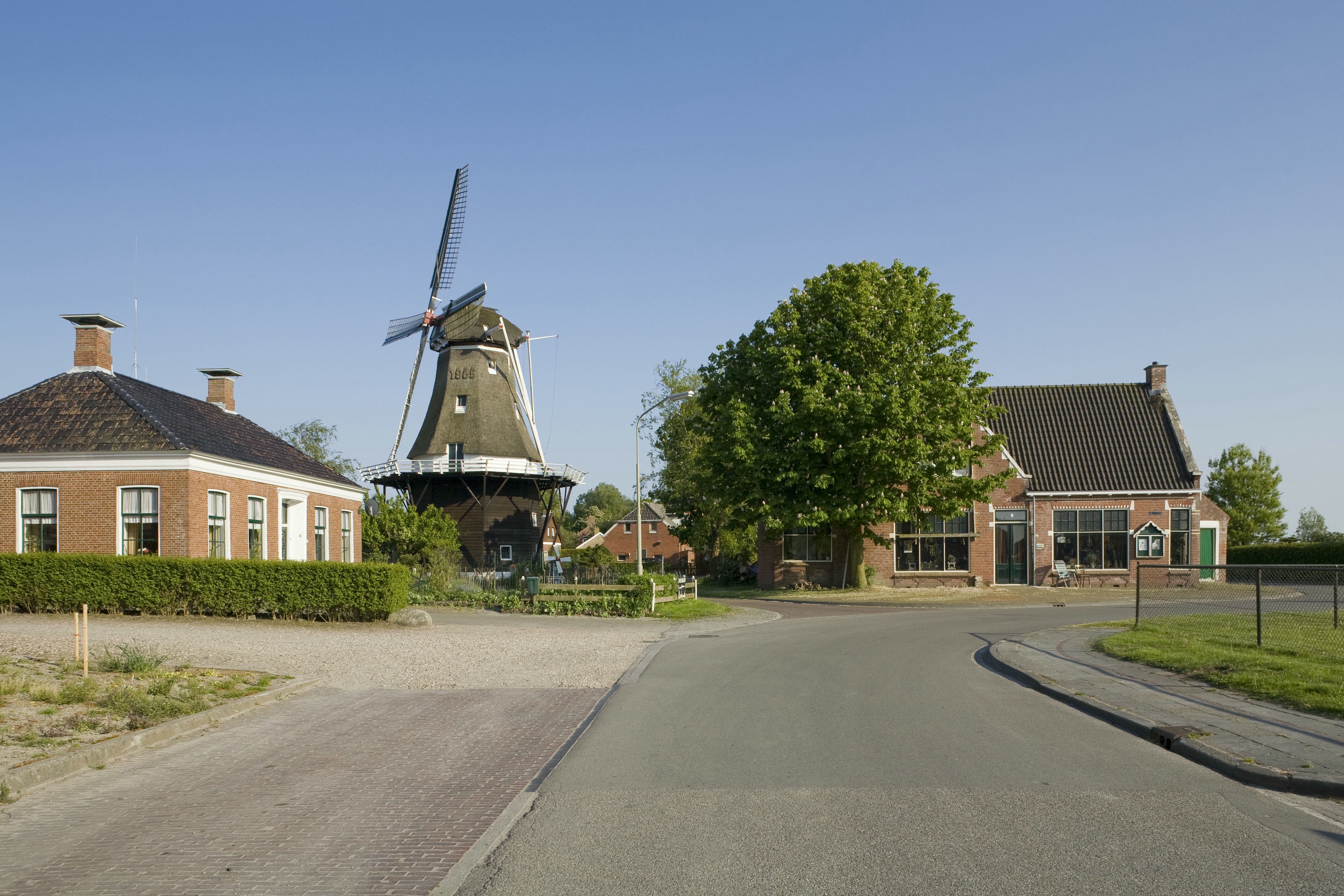
Gezicht op de driesprong Borgweg-Molenweg met links de molenaarswoning, op de achtergrond koren- en pelmolen De Leeuw en rechts het voormalige café Nastrovje

Het kleine dorp moest in de eerste eeuwen vele overstromingen weerstaan.
In 1590, tijdens de Tachtigjarige Oorlog, werd het dorp net als 't Zandt en Leermens geplunderd door Staatse troepen. Dorpspastoor Gerardus Alberti uit Appingedam werd in 1581 ontvoerd door de Staatse troepen; de kerkvoogdij betaalde losgeld, maar de hoogbejaarde Alberti vluchtte uiteindelijk naar Friesland. Hij werd in 1586 predikant te Paesens en keerde in 1595 alsnog terug naar Zeerijp, waar hij in 1600 stierf. Het vroeger altaar diende als zijn grafsteen. De steen is nog in de Jacobuskerk te zien.
Lange tijd bleef het dorp vrij klein. Op de kerspelkaart van Beckeringh uit 1759 bestaat het dorp uit wat lintbebouwing langs de Borgweg en een groepje huizen op 'De Kamp' (rond de Kampweg) ten noorden van de kerk. Het dorp bestond uit een verzameling van boerderijen en boerderijtjes. De pastoor (later de dominee), de vicaris (later de koster-schoolmeester), bakker-molenaar, smid en wagenmaker hadden elk een stuk eigen grond en een stal. Op oude foto's is de oude dubbelfunctie van hun woningen nog terug te zien. Met de reformatie kreeg de kerk een aanbouw, waarin de eerste kosterschool werd gesticht. In de 18e eeuw kreeg de kosterij een eigen aanbouw om les te geven en vanaf de 19e eeuw werd les gegeven vanuit een apart schoolgebouw dat eerst op De Kamp stond, vervolgens aan de Eenumerweg en sinds de jaren 1980 aan de Kwekersweg.
De woelingen van de 18e eeuw gingen niet voorbij aan het dorp. Zo was een van de leiders van de boerenopstand van 1748, Jan Clasen Nieboer, afkomstig van de Boukumaheerd (de vroegere borg Boukum). Volgens Ter Laan vielen in 1795 in Zeerijp 2 doden en 9 zwaargewonden bij onrusten tussen oranjeklanten en patriotten, hoewel hij elders hetzelfde aantal doden en gewonden ook bij Westeremden aangeeft in dat jaar.
Begin 19e eeuw nam de welvaart toe op het Groninger platteland. Veel boeren schakelden toen over van veeteelt naar het meer winstgevender akkerbouw. Het dorp breidde zich uit in die periode. De aardappelziekte van de jaren 1845 en 1846 zorgden daarentegen voor een emigratiegolf naar vooral Holland (Michigan). Een tweede periode van welvaart tussen 1850 en 1885 zorgde opnieuw voor een groei van de bevolking. Tot 1900 breidde het dorp zich vooral uit richting de Molenweg en de Zeerijpstertil aan oostzijde van het dorp. In die tijd werden ook de wegverbindingen met dorpen in de omgeving verbeterd. De provinciale weg naar Loppersum werd aangelegd rond 1855, de Eenumerweg richting Eenum werd in 1957 verhard tot een grindwegen en de Molenlaan richting De Groeve werd rond 1875 verhard.
Een tweede emigratiegolf uit Zeerijp, als gevolg van de Grote Depressie, vond plaats rond 1890, toen Noord-Amerika en Argentinië populair waren. Een derde golf vond plaats tijdens de Grote Depressie tussen 1929 (Zwarte Donderdag) en 1936.
In de nadagen van de oorlog werd het dorp beschadigd door aanvallen van de Batterie Nansum tijdens de bevrijding van Delfzijl. Het dorp werd bevrijd op 20 april 1945, maar de kustbatterij werd pas op 29 april tot zwijgen gebracht. Na de oorlog vond tijdens de wederopbouw in de jaren 1950 een vierde emigratiegolf plaats, toen met name Canada en Australië populair waren. In die tijd werd de bebouwing van het dorp wat verdicht, met name door nieuwbouw langs de Noorderstraat. In de jaren 1950 en 1960 nam de bevolking af als gevolg van landbouwmechanisatie en schaalvergroting, waardoor veel landarbeiders overbodig werden. Een deel van de bevolking kreeg werk in de nabijgelegen industriegebieden van Delfzijl (Oosterhorn) en bleef soms in het dorp wonen.

### Bedrijvigheid

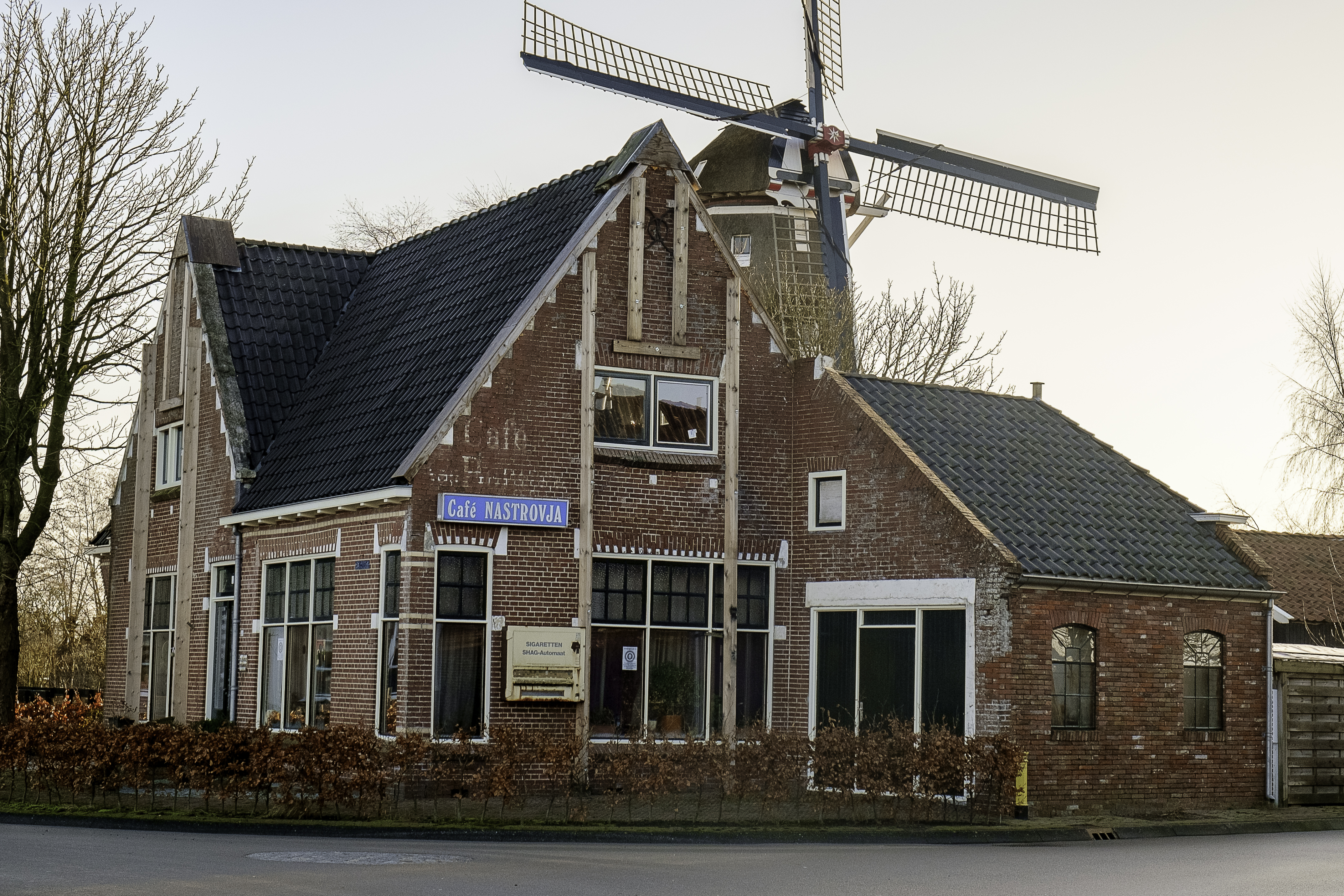
Café Nastrovje, dat in 2003 na een brand zijn deuren sloot als laatste café van Zeerijp. Het gebouw is versterkt met balken in verband met scheuren als gevolg van de aardbevingen in het gebied.

Rond 1900 had het dorp een bloeiende middenstand. Dorpsdichter Ane Kuipers (1860-1928) noemde in een gedicht over het dorp naast de dominee en schoolmeester onder andere 6 kruideniers, 6 kappers en barbiers, 5 herbergiers, 4 kleermakers, 2 smederijen, 2 ververs, 2 leerlooiers, een slager, kuiper, graanhandelaar, molenaar, mandenvlechter en een boomkweker. Met de schaalvergroting en toegenomen mobiliteit begon ook de middenstand te verdwijnen. Daardoor veranderde Zeerijp langzamerhand in een woondorp. Begin jaren 1960 telde het dorp nog 2 cafés, een levensmiddelenzaak en 2 drogisterijen, 2 bakkerijen, 2 slagerijen, 2 schoenmakers, een melkboer, een smederij, 2 schilderbedrijven, 2 rietdekkers, 1 kleine timmerfabriek, een bode, transportbedrijf, een kapper-manufacturier die tevens een winkel had voor galanterieën en schrijfbehoeften, een wagenmakerij-mechanisatiebedrijf (garagebedrijf) en een fietsenmaker die tevens loodgieter en waterfitter was en een winkel huishoudelijke goederen en speelgoed had. In de decennia erna verdwenen eerst de kappers, bakkers, schilders en schoenmakers, vervolgens de slagers en de fietsenmaker en uiteindelijk ook de molenaar, de smid en het garagebedrijf. In 2006 bestond de bedrijvigheid in Zeerijp vooral uit dienstverlenende bedrijven en zelfstandigen (hedendaagse plattelandsnijverheid), zoals een architectenbureau, een communicatieadviesbureau, bureau voor zakelijke dienstverlening en een praktijk voor persoonlijke begeleiding. Verder waren er toen enkele klussen- en transportbedrijven, een graandrogerij, wasmachineverhuurbedrijf, meubelmaker, massagepraktijk, kunstatelier en een goud- en zilversmederij.
De laatste van de drie cafés van Zeerijp was de herberg aan de driesprong van de Borgweg met de Molenweg, dat als laatste door het leven ging als café Nastrovje. In 2003 brandde dit café deels af en sindsdien is het gesloten. De recreatieve voorzieningen bestaan tegenwoordig uit het dorpshuis met cafetaria (in 2009 heropend als 'Bij Jacobus'), een recreatiebedrijf met bed & breakfast, restaurant, winkeltje, terras en groepsaccommodatie ('De Diek'n', sinds 1997), een beeldentuin en theeschenkerij ('Eenumermaar', sinds 2004) en een bed & breakfast ('Kleine Antonius', sinds 2012).

### Aardbevingen
Tussen Westeremden en Zeerijp vond in de nacht van donderdag op vrijdag 26 januari 2007 een lichte aardbeving plaats als gevolg van aardgaswinning. Deze had een kracht van 2,3 op de schaal van Richter. Op 8 januari 2018 registreerde het KNMI een sterkere beving bij Zeerijp: 3,4 op de schaal van Richter (zie Aardbeving Zeerijp 2018). Ook andere aardbevingen in Groningen werden soms in Zeerijp gevoeld.
In 2009 werd een grote scheur in de toren van de Jacobuskerk ontdekt die mogelijk te maken heeft met de aardgaswinning.

## Bevolkingsontwikkeling
| Demografische ontwikkeling tussen 1859 en 2020                      |
| ------------------------------------------------------------------- |
|                                                                     |
| ■ Data afkomstig van volkstellingen.nl ■ Data afkomstig van het CBS |

## Gebouwen

### Kerken en pastorieën

#### Jacobuskerk, pastorie en verenigingsgebouw

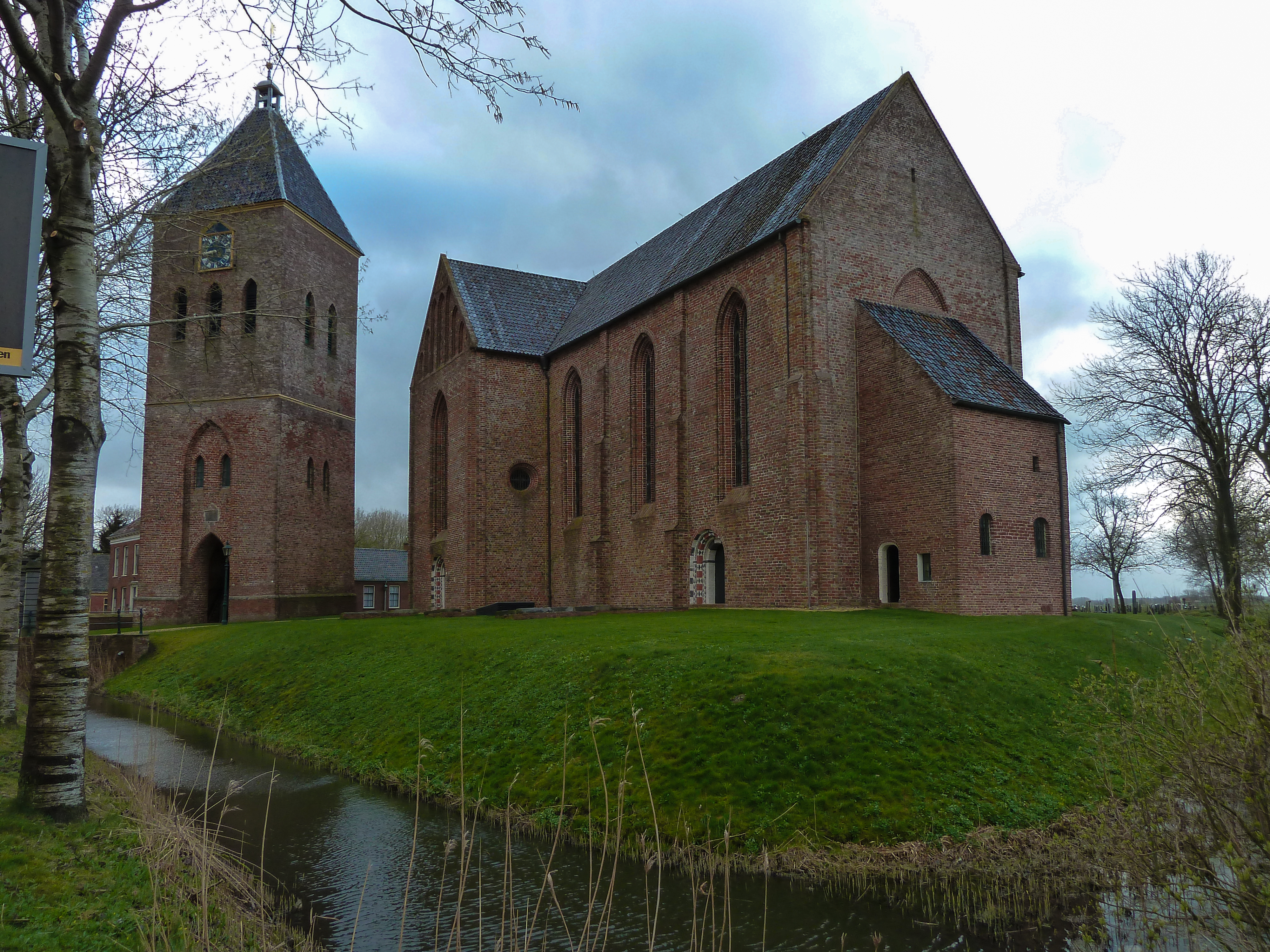
De Jacobuskerk met zijn vrijstaande toren vormt het belangrijkste gebouw binnen Zeerijp. De aanbouw aan rechterzijde werd in de 17e eeuw gebruikt als school.

Zeerijp heeft een romanogotische kerk die werd gebouwd in de eerste helft van de 14e eeuw en sindsdien nauwelijks gewijzigd is. Het bakstenen gebouw was oorspronkelijk gewijd aan de apostel Jakobus de Meerdere en heeft een en mogelijk twee stenen voorgangers gehad. Bij de reformatie werd het doksaal verwijderd en het orgel naar zijn huidige locatie verplaatst. Dit orgel werd in 1651 gebouwd door Theodorus Faber en heeft tal van verbouwingen ondergaan. De losstaande kerktoren, die in de eerste helft van de 15e eeuw gebouwd is, heeft een open doorgang. De twee grote klokken in de toren dateren uit 1502. Een grote restauratie aan de kerk vond plaats in de jaren 1960, toen de oude situatie van voor de reformatie zo veel mogelijk werd hersteld.
Zeerijp vormde na de reformatie tot 1968 een kerkelijke gemeente, waarna een fusie plaatsvond tot de gemeente Zeerijp-Eenum-Westeremden, die in 1984 fuseerde met omringende dorpen (Loppersum, Godlinze, Leermens,
Oosterwijtwerd, 't Zandt en Zijldijk) tot de hervormde gemeente Maarland. Omdat deze kerkgemeente vier kerken bezit, wordt nog slechts eens in de maand op zondagmorgen een kerkdienst gehouden in het gebouw. Sinds 2006 bevindt zich ook een deel van het Archeologisch Informatiepunt Fivelboezem in het gebouw. Het gebouw is door de week vrij toegankelijk.
Ten oosten van de kerk staat de voormalige hervormde pastorie (Borgweg 10). De huidige blokvormige pastorie werd in het midden van de 19e eeuw gebouwd. Daarvoor stond er een weem met een schuur met vier paarden- en tien koeienstallen.
Tussen de hervormde kerk en pastorie staat het in 1952 gebouwde verenigingsgebouw Elthato (Oudgrieks voor '[uw Koninkrijk] kome'; uit het Onzevader), dat fungeert als leerhuis en als plek voor kringwerk, catechisatie, koorrepetities en begrafenissen. In 1984 werd er een opbaarruimte aangebouwd.

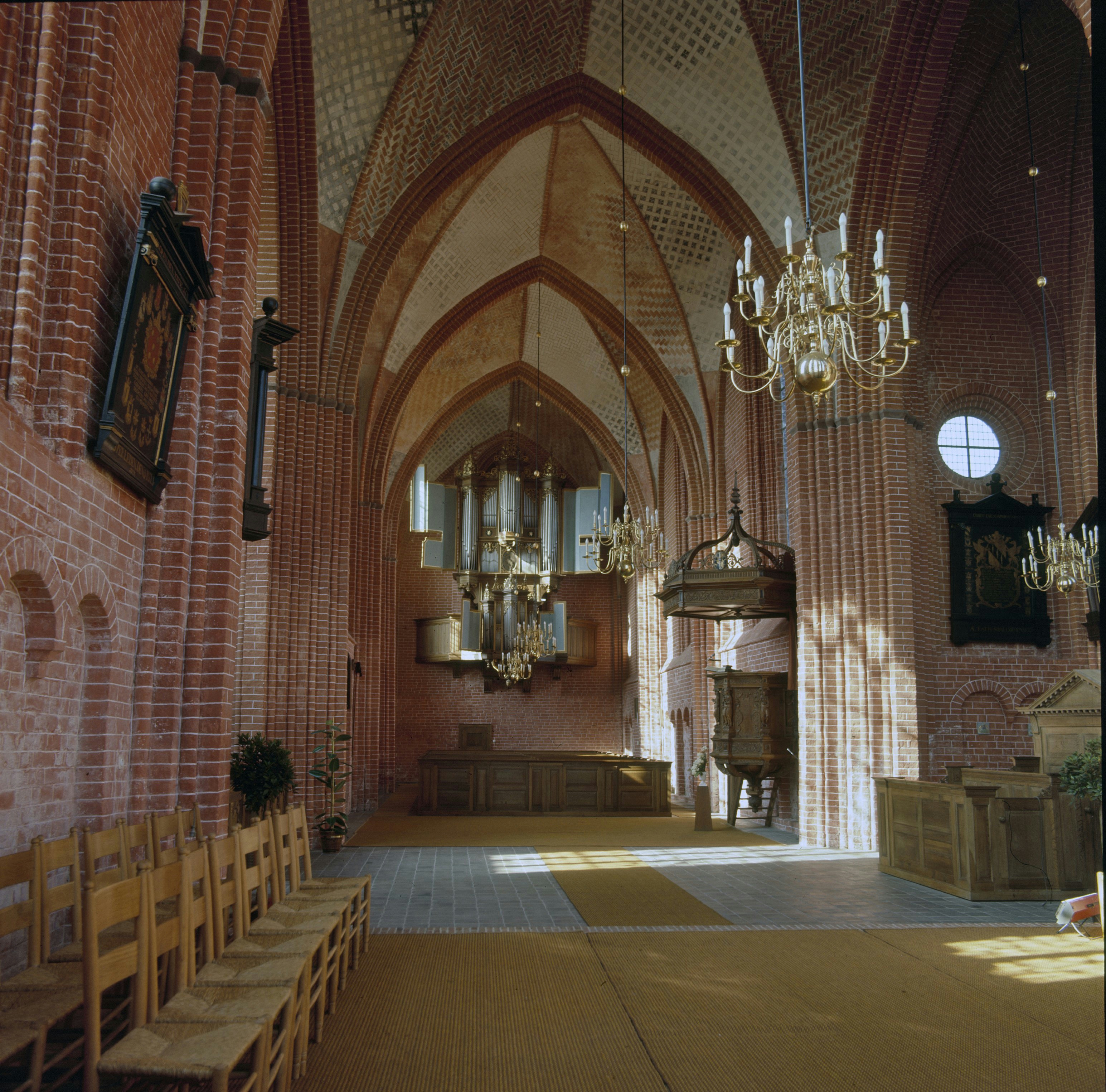
Interieur Jacobuskerk met op de achtergrond het Faberorgel
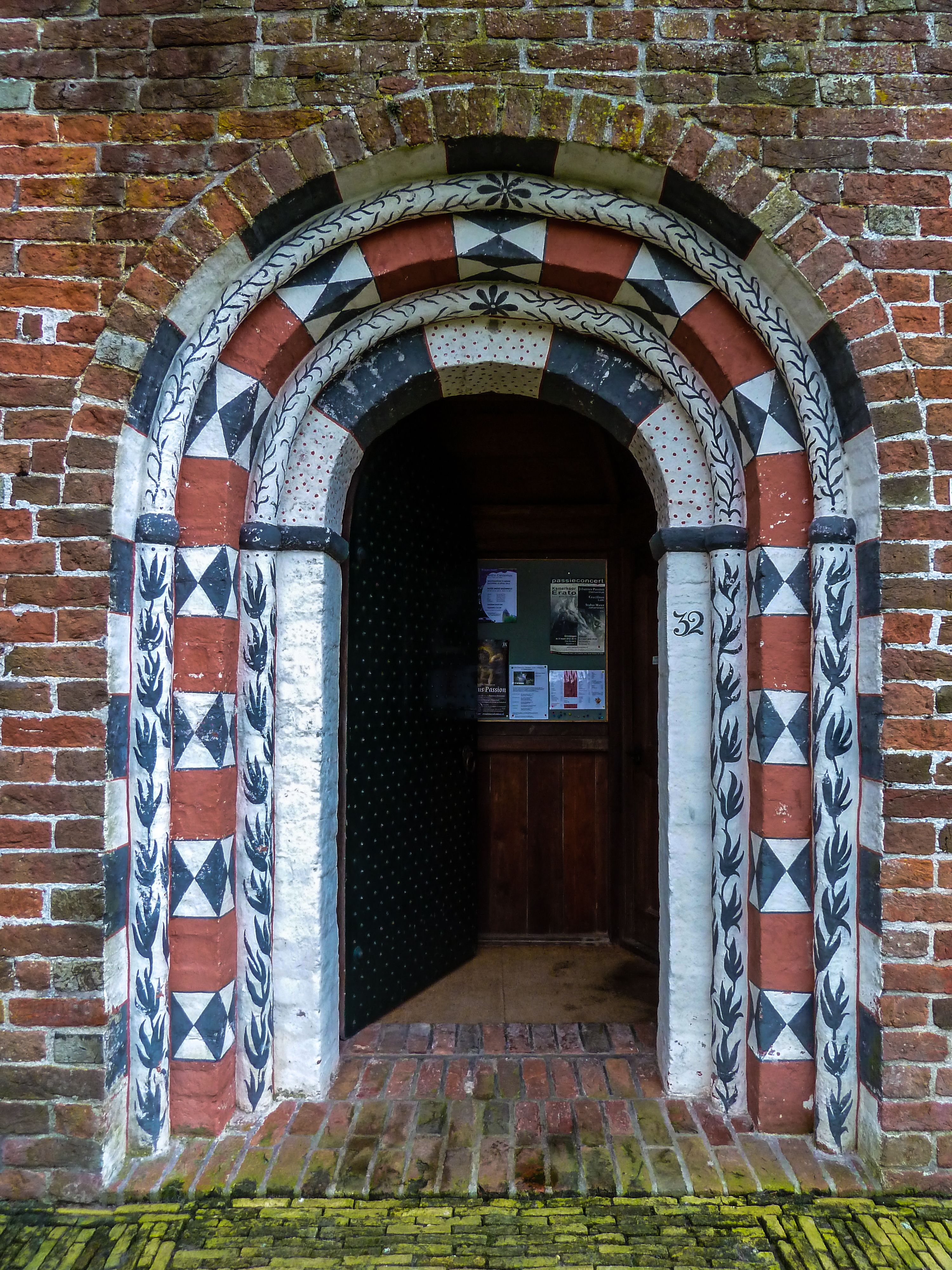
De arabesken rond de ingang van de Jacobuskerk zouden verwijzen naar de link tussen naamgever Jacobus en de Kathedraal van Santiago de Compostella
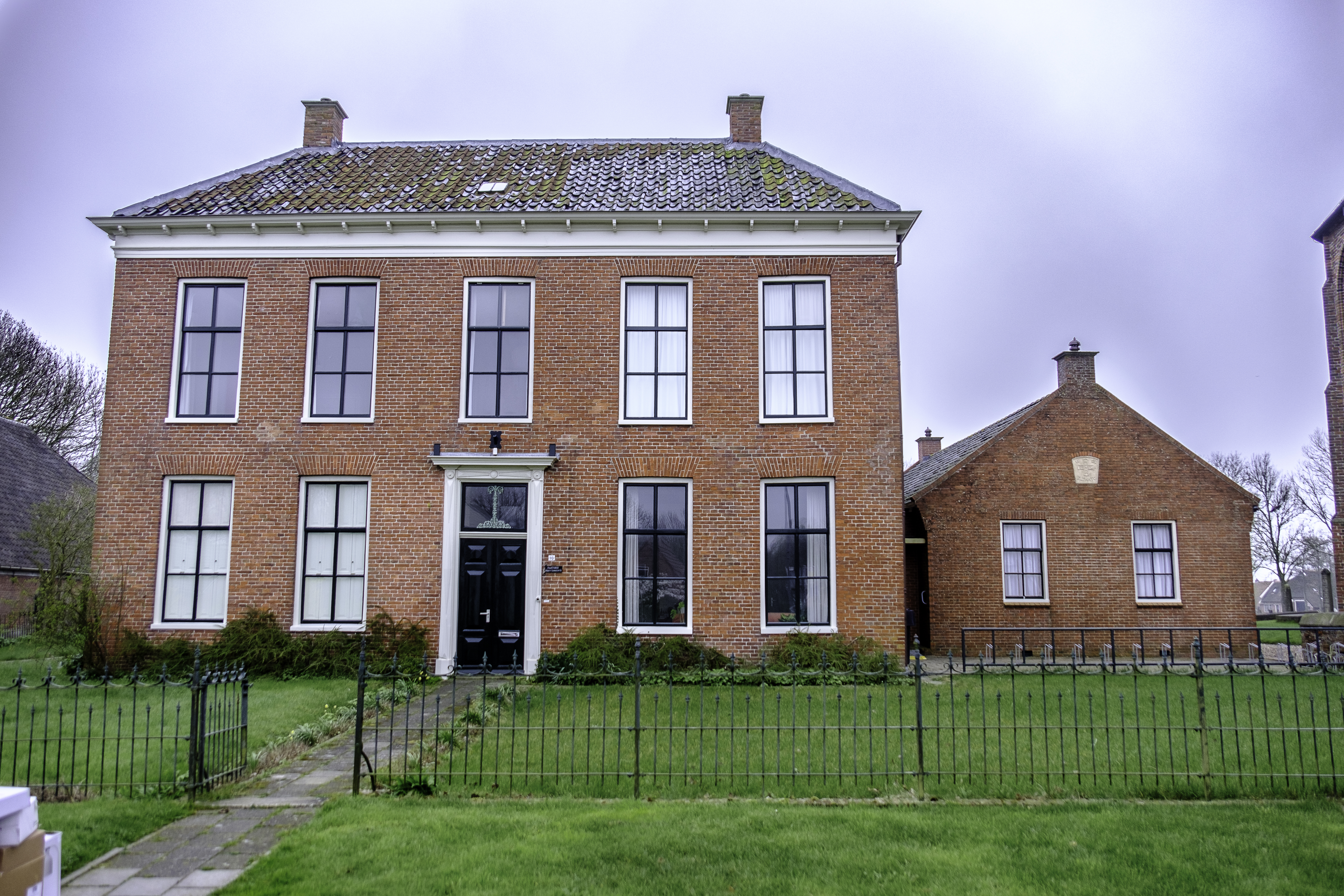
De hervormde pastorie met rechts verenigingsgebouw Elthato

#### Doopsgezinde kerk, pastorie en kosterij

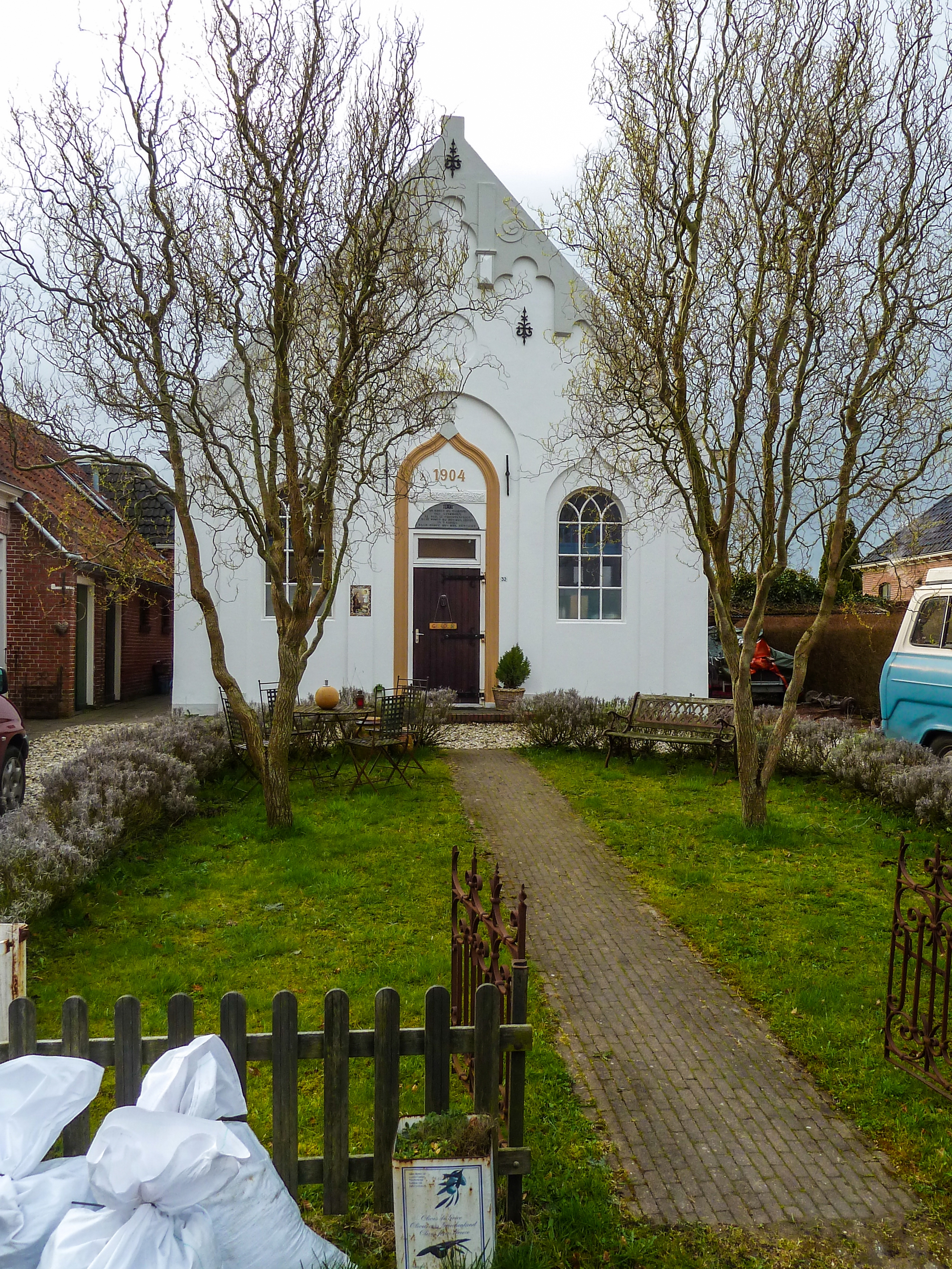
Doopsgezinde kerk

De doopsgezinden van Zeerijp kerkten tot begin 19e eeuw in een gebouw bij Terhorn. Toen herstel van dit gebouw niet meer mogelijk bleek, werd in 1847 een nieuwe vermaning gebouwd in Zeerijp. Deze zaalkerk (Borgweg 32) werd in 1904 verbouwd door architect Oeds de Leeuw Wieland (1839-1919) uit Loppersum. Toen kreeg het pand ook zijn huidige witgepleisterde westelijke gevel met neogotische elementen. Voor het afsluiten van koude lucht werd voor de ingang een rotonde geplaatst. Boven de ingang bevindt zich een gevelsteen met de tekst 1847 / IN GEEST EN WAARHEID / GOD AANBIDDEN, / IS HEIL'GE CHRISTENPLIGT. / DAAR WOONT HIJ MET ZIJN GEEST / IN 'T MIDDEN, / DAAR WORDT ZIJN RIJK GESTICHT.
In 1907 kreeg het kerkje een nieuwe preekstoel en tegen de muur daarboven werd een orgel geplaatst door Jan Doornbos (1847-1925), orgelbouwer te Groningen. Bijzonder was de opstelling. Door de krappe positie van het orgel boven de preekstoel zou een lange predikant het hoofd kunnen stoten, zodat een luikje was aangebracht in de vloer van de preekstoel. De speeltafel bevond zich achter het orgel in een apart vertrek, zodat een belsignaal klonk als de organist moest spelen. In 1965 werden de kerkbanken vervangen door stoelen uit de Paleiskerk van de doopsgezinde gemeente Den Haag. De oude banken werden toen verzaagd voor een nieuwe achterwand.
In 2006 vond de laatste dienst plaats, waarop de kerkgemeente verhuisde naar de doopsgezinde kerk van Zijldijk. Kerk en kosterij werden verkocht aan een particulier, die de kerk verbouwde tot ontmoetingsruimte. De kas van het Doornbos-orgel werd in 2012 verbouwd tot bed (onderdeel van bed & breakfast). Het pijpwerk is bewaard en opgeslagen. Sinds 2013 vormt de kerk een podium voor beginnende muzikanten.
De pastorie van de doopsgezinde gemeente stond tot ver in de 19e eeuw in 't Zandt. In 1887 werd door architect De Leeuw Wieland (die later de kerk zou verbouwen) de huidige neoclassicistische pastorie in Zeerijp gebouwd (Borgweg 30). Aan de andere zijde van de kerk (Borgweg 34) staat de doopsgezinde kosterij, die vermoedelijk werd gebouwd in de eerste helft van de 19e eeuw. Deze kosterij werd verbouwd in 1912 en gerestaureerd in de jaren 1990, alvorens de huidige eigenaar erin trok, die het pand wederom verbouwde. Tegenwoordig vormt het een rijksmonument.

### School
Na de reformatie werd rond 1595 een schooltje gevestigd in de nieuwe aanbouw aan westzijde van de kerk. Vermoedelijk werd de school in de 18e eeuw verplaatst naar een aanbouw bij de kosterij tegenover de kerk (Borgweg 11). Deze kosterij was oorspronkelijk opgetrokken uit kloostermoppen. De koster was naast meester ook organist en voorzanger in de kerk. Volgens het Schoolmeestersrapport werd de kosterijschool in 1825 verbouwd. Na de Nederlandse cholera-epidemie van 1866 werden de scholen onderworpen aan een inspectie op de hygiëne, waarbij de school van Zeerijp werd afgekeurd. In 1867 werd daarom een nieuw schoolgebouw los van de kosterij gebouwd, iets naar achteren aan de Kampweg. Vanaf dit moment werd het onderwijs niet langer door de kerk, maar door de gemeente verzorgd.
In 1950 werd een nieuwe school gebouwd aan de Eenumerweg 6. De oude school werd later een werktuigloods, maar werd uiteindelijk afgebroken en vervangen door een parkeerterrein. In 1983 werd de huidige school geopend aan de Kwekersweg 1. Het oude gebouw vormt sindsdien een woning. Naast de oude school aan de Eenumerweg staat de oude meesterswoning (Eenumerweg 4), die eveneens werd gebouwd in 1950.
Bij de ingang van het basisonderwijs in 1985 werden ook de kleuters naar de Kwekersweg verplaatst. De naam van de school is OBS 'De Wilgenstee'. De Wilgenstee en OBS 'Prinses Beatrix' uit Loppersum hebben een aantal jaar samengewerkt. In 2013 werd in verband met het sterk gestegen aantal leerlingen een noodlokaal bijgeplaatst. In 2021 is er een jeugdboek verschenen van Lisette van Geel (illustraties Iris Boter) met behulp van klas 7/8, over wonen in een aardbevingsgebied. In 2023 moest de school wegens teruglopend leerlingenaantal de deuren sluiten.
De Wilgenstee is een van de basisscholen waar de stoetboom nog door de leraar wordt uitgereikt aan kinderen op de eerste dag dat dat ze naar school gaan. Volgens het verhaal dat hen wordt verteld heeft de meester een boom op zolder, waaraan stoetjes (Gronings voor broodjes) groeien.

### Molen
Aan de Borgweg 59 staat de koren- en pelmolen De Leeuw uit 1865. Daarvoor stond er vanaf 1662 reeds een standerdmolen, die voornamelijk dienstdeed als roggemolen. De huidige achtkante stellingmolen met bakstenen onderbouw stond daarvoor tussen 1835 en 1865 in Solwerd. De molen werd gerestaureerd tussen 1974 en 1977 en tussen 2010 en 2012. In 2003 wist de vrijwillige molenaar van Zeerijp de molen naar eigen zeggen tegen brand te behoeden door de wieken te laten draaien, waardoor de rook van het brandende café Nastrovje de andere kant op werd geblazen.
Naast de molen staat de voormalige molenaarswoning (Molenweg 4) Dit molenhuis met omlijste ingang en schilddak met hoekschoorstenen werd gebouwd in het derde kwart van de 19e eeuw. De molenaar was tot 1904 tevens bakker. In 1964 werd de molenaarswoning verkocht aan de gemeente. Tussen 1974 en 1977 werd de molenaarswoning (met de molen) gerestaureerd. Net als de molen vormt het een rijksmonument. De sarrieshut stond vroeger aan de Borgweg 61, maar is later afgebroken.

### Cafés en dorpshuis
Zeerijp heeft vroeger meerdere cafés gehad. Het belangrijkste café was herberg 'Oude Rechthuis', dat gevestigd was in het huis aan de Borgweg 12, naast de hervormde pastorie. Lange tijd werden rechtszittingen uitgevoerd in de open lucht, maar vanaf de 18e eeuw werd recht gesproken in deze herberg. Meerdere herbergiers waren tevens wedman (gerechtsdienaar). Zij moesten de dagvaardingen regelen, de gegevens voor de rechtszaken verzamelen, de rechter informeren en de vonnissen ten uitvoer brengen. Daarnaast waren ze toezichthouder bij de verkoop van onroerend goed. Begin 20e eeuw was er tevens een kruidenierszaak gevestigd. In het café werd in 1927 de vereniging 'Ons Dorpshuis' opgericht, waaruit in 1956 dorpsbelangen ontstond. In 1934 werd ook de voetbalvereniging van het dorp opgericht in het café, waarvan de wedstrijden lange tijd achter het café werden gespeeld. Het café werd rond 1970 gesloten en vormt sindsdien een woonhuis.
Het café dat het langst heeft bestaan, was het café aan de Molenweg 2, op de driesprong van de Borgweg met de Molenweg. Hier was ook reeds voor 1900 al een café gevestigd. Rond 1905 werd het huidige pand gebouwd met kruisende daken en topgevels. Begin 20e eeuw was het een bondscafé van de ANWB. De laatste eigenaar noemde het café 'Nastrovje' (van het Russische 'nas zdorovje'; "onze gezondheid"; "proost"). In 2003 brandde het café deels af. Hoewel de toenmalige eigenaar wel plannen hiertoe had, is het café nooit weer heropend. Bij het café staat een gele duikerpaal (herkenbaar aan de letters Dr.) die hier ergens tussen 1880 en 1910 werd geplaatst om aan te geven dat er een duiker onder de weg door lag. Het paaltje werd weggehaald bij de brand in 2003 en vervolgens vergeten. In 2010 werd het paaltje, dat een rijksmonument vormt, teruggevonden in een gemeenteloods en –na restauratie– in 2011 weer teruggeplaatst.
In 1963 besloot dorpsbelangen om een dorpshuis te bouwen, waarop in 1968 dorpshuis 'Ons Huis' verrees tegenover de kerk. De voetbalvereniging kreeg hier ook een onderkomen. In 2004 verhuisde de voetbalclub echter naar een eigen onderkomen. Daarop werd in 2005 het dorpshuis verbouwd en werd er het Archeologisch Informatiepunt Fivelboezem gevestigd. In 2009 werd de naam van het dorpshuis gewijzigd naar 'Bij Jacobus' en werd er een snackbar gevestigd. Het dorpshuis vormt sinds het afbranden van café Nastrovje het centrale ontmoetingspunt van het dorp. Ook de meeste verenigingen komen hier samen.

### Bijzondere huizen
Het huis bij de driesprong aan de Borgweg 38 werd net als de doopsgezinde kosterij en kerk gebouwd in de eerste helft van de 19e eeuw en vormt een rijksmonument. Hier was vroeger een kuiperij gevestigd en tegenwoordig een edelsmederij.
Aan de Eenumerweg 3 staat het oudste huis van Zeerijp. Volgens de muurankers werd het huis in 1663 gebouwd.
Aan de Kampweg 15 staat het vroegere armenhuis van de hervormde kerk, dat in 1908 werd gebouwd als gasthuis 'Eben Haëzer', nabij de viskenij. Er woonden twee gezinnen. Later werd het armenhuis samengevoegd tot een woonhuis. De viskenij is na de Tweede Wereldoorlog flink verkleind. Er resteert nu alleen nog een sloot.
Langs de Kwekersweg staan een zestal huizn van het krimpjestype. Dit zijn landarbeiderswetwoningen met een inspringende voorgevel die rond 1926 werden gebouwd.
Aan de Tolweg 8, aan het kruispunt met de Kinkhornsterweg staat een witgepleisterd tolhuis dat in 1885 werd gebouwd na de aanleg van de provinciale weg. Er werd hier enkele decennia tol geheven om dit geld terug te verdienen. Bij het huisje stond daarvoor een slagboom.

### Boerderijen
In en rondom het dorp staan enkele kenmerkende boerderijen.
Aan de Borgweg 2, tussen de Jacobuskerk en het terrein waar vroeger de borg Haykema stond, staat de monumentale boerderij Haykensheerd, die vroeger 'De Vicarie' werd genoemd. De Zeerijper predikant Geert Aeilco Durks Wumkes bericht dat de vicarie volgens de overlevering een sterk gebouw moet zijn geweest met dikke muren. Er zijn echter ook aanwijzingen dat de vicarie oorspronkelijk halverwege de Woldlaan stond. De hoofdschuur van de huidige boerderij dateert evenals de stookhut grotendeels uit 1878 en de bijschuur uit 1939. Het voorhuis en de hals van de boerderij werden in 1930 vernieuwd, waardoor de huidige villaboerderij ontstond. Het voorhuis werd door architect B.K. Dertien opgetrokken in een regionale variant van de Amsterdamse School.
Aan de Borgweg 18 staat een villaboerderij met een voorhuis in chaletstijl met elementen uit de jugendstil die rond 1908 werd herbouwd. De oude boerderij stond verder naar achteren, nabij de oude gracht. Tussen 1944 en 1975 was bij de boerderij een fruitteeltbedrijf van 10 hectare gevestigd. Tussen 1962 en 1987 lag hier het landelijke observatieveld voor de kweek van nieuwe aardappelrassen. Het voorhuis is in 2009 gerestaureerd.
Aan de Garsthuizerweg 3 ten noordwesten van het dorp staat een kop-hals-rompboerderij met een voorhuis met een hoog zadeldak die mogelijk nog uit de 18e eeuw stamt. Bij de boerderij bevindt zich nog een welput met opbouw.
Op drie van de vier vroegere borgterreinen van Zeerijp staan nog boerderijen. Aan de Borgweg 20 in het dorp staat een omgrachte kop-hals-rompboerderij, iets voor de plek waar vroeger de borg Eelsum stond. De boerderij Boukumaheerd aan de Tolweg 6 ten oosten van het dorp staat op de plek van de vroegere borg Boukum. Hier is een veldoven aangetroffen, die mogelijk bij de bouw van de Jacobuskerk is gebruikt. De boerderij Juckemaheerd aan de Garsthuizerweg 1 ten noordwesten van het dorp ten slotte staat op de plek van de vroegere borg Juckema.

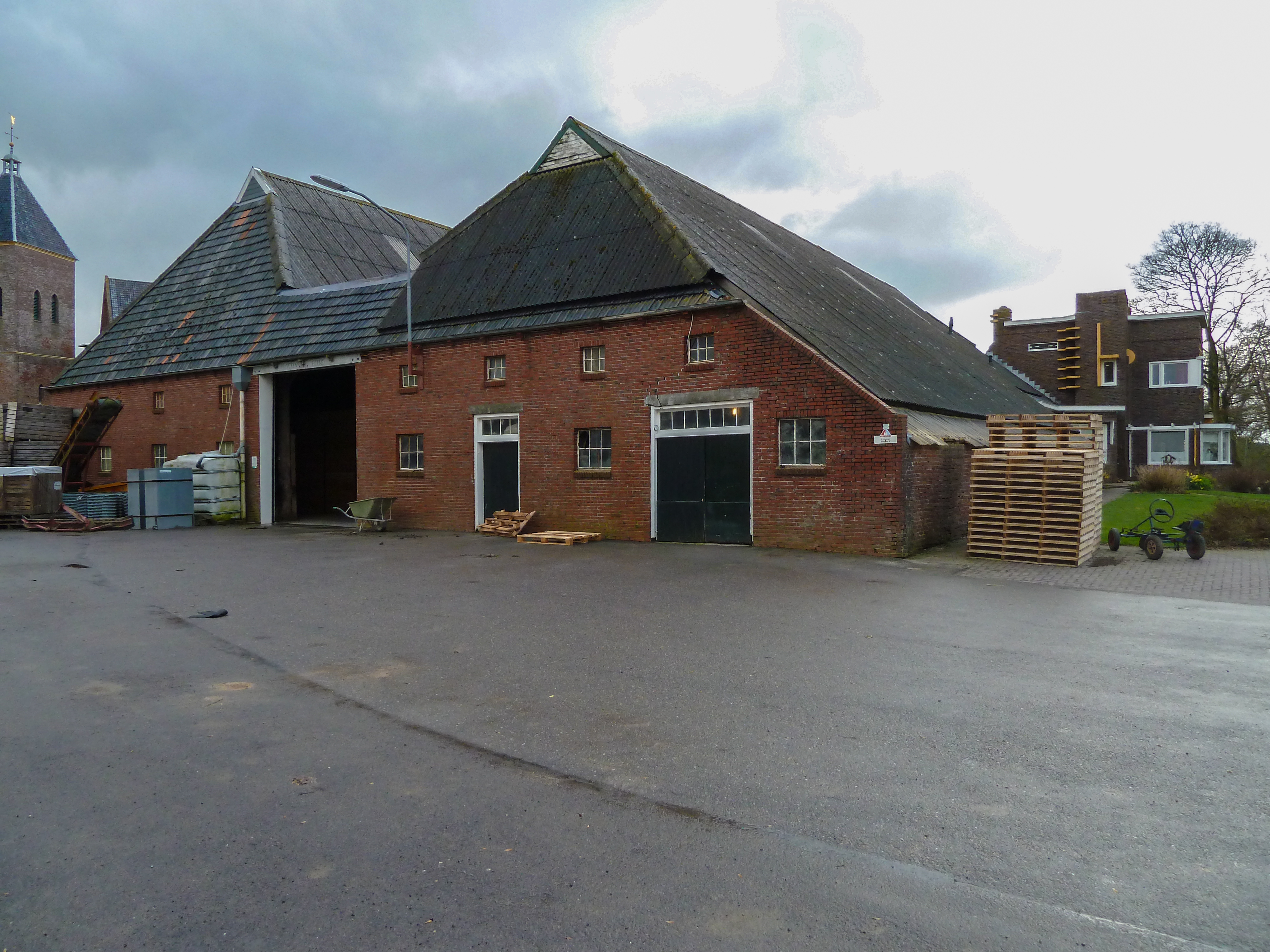
Achteraanzicht van de Haykensheerd aan de Borgweg 2
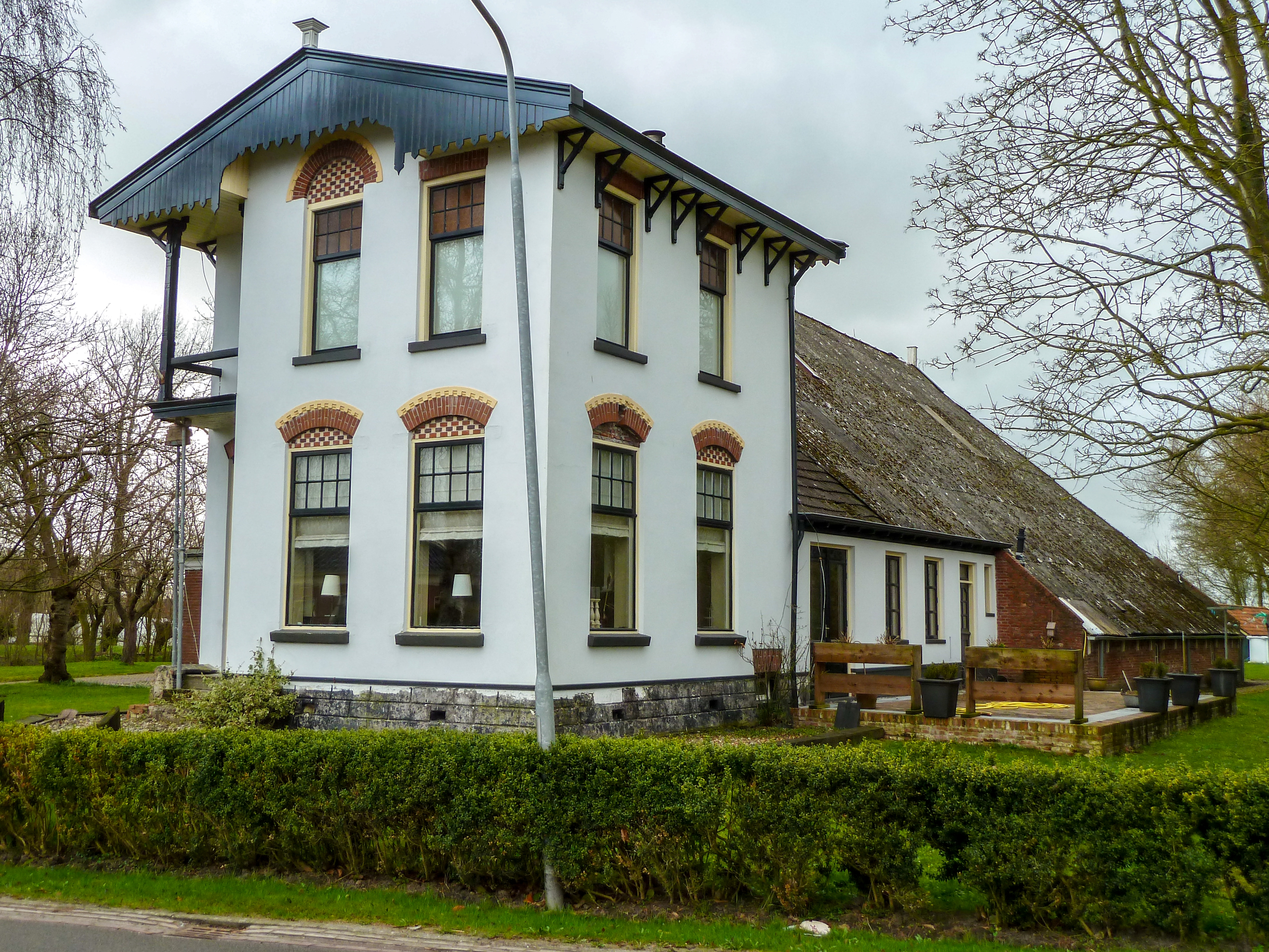
Villaboerderij aan de Borgweg 18
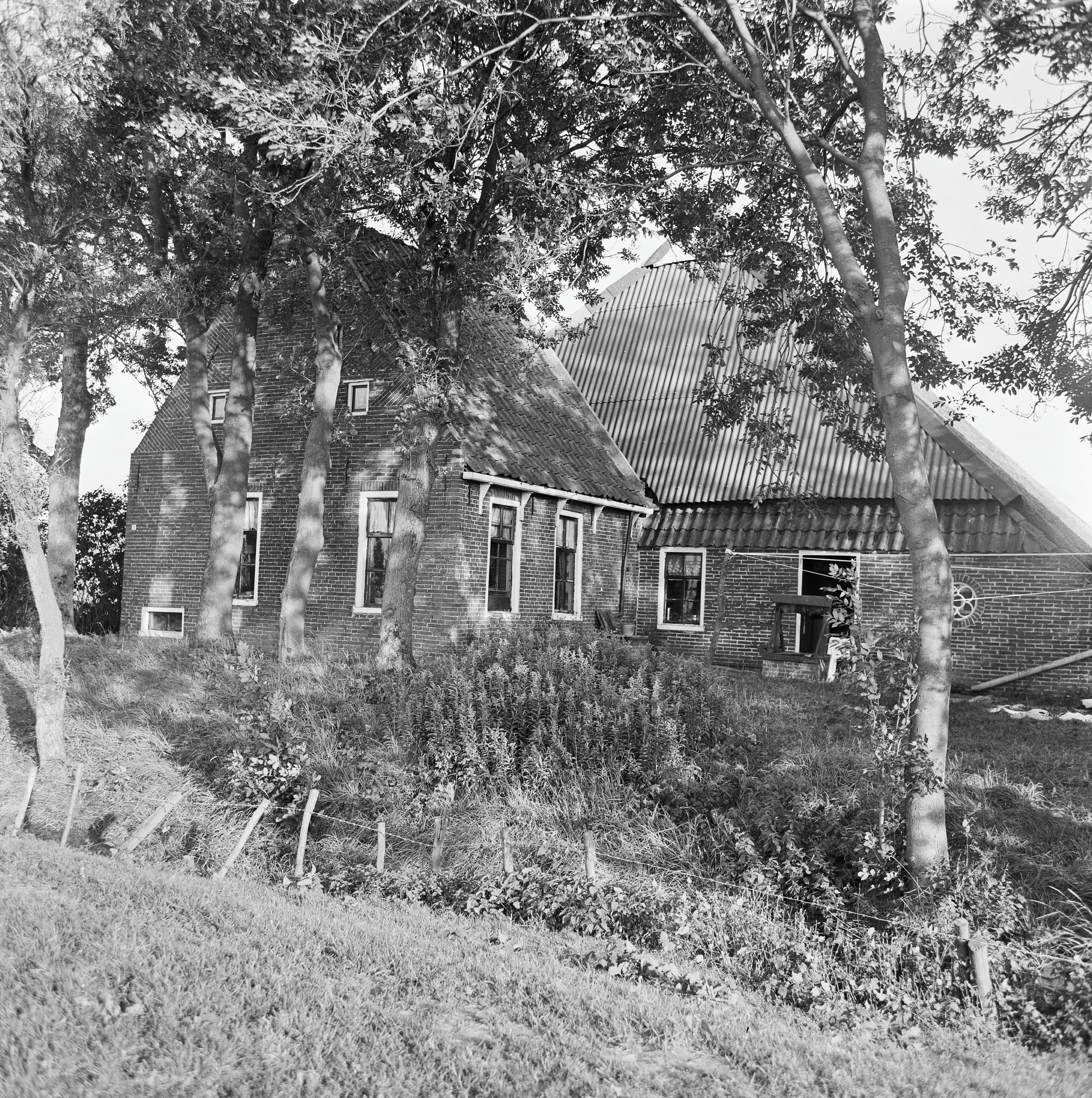
Het voorhuis van de kop-hals-rompboerderij aan de Garsthuizerweg 3 stamt mogelijk uit de 18e eeuw (1970)
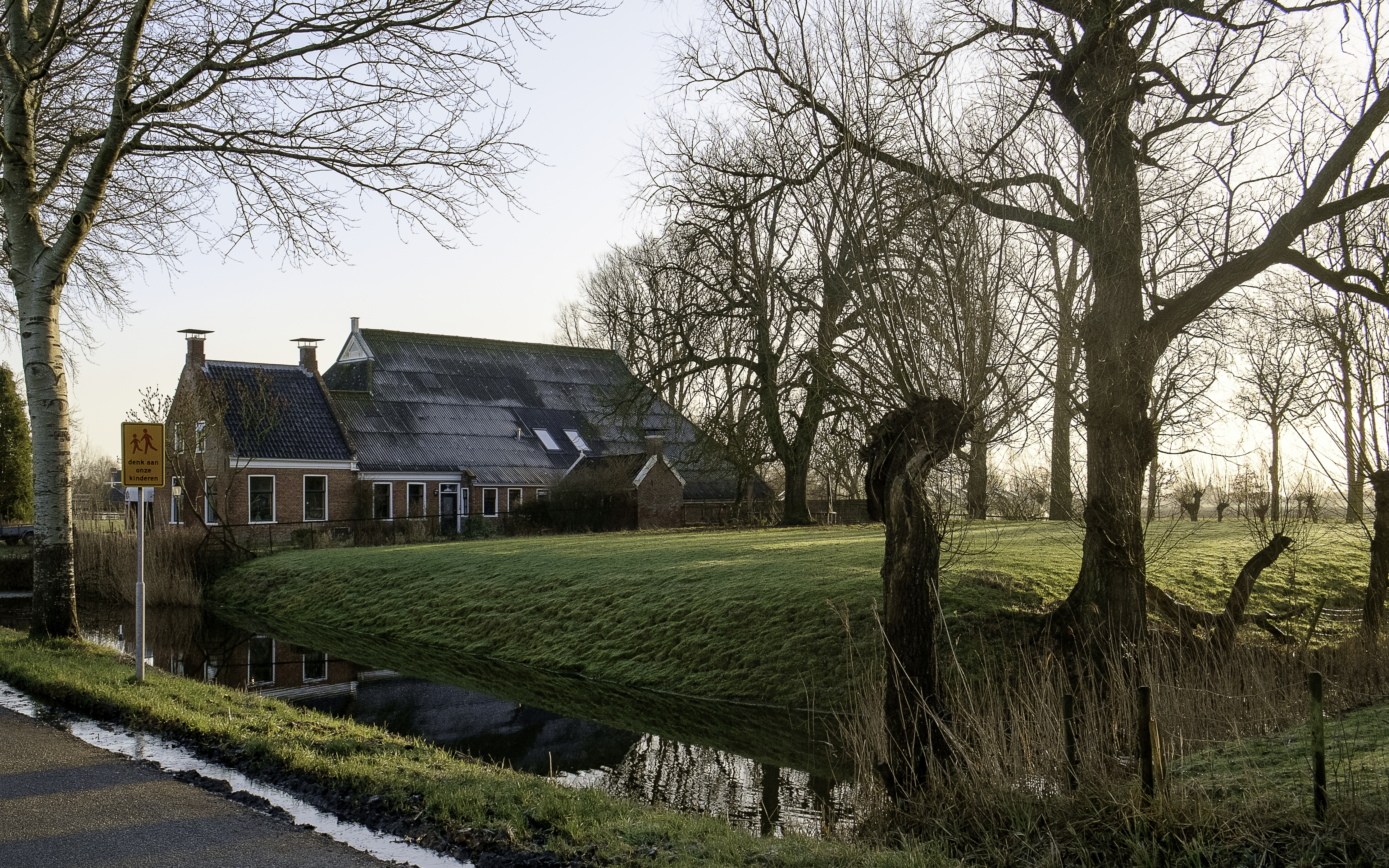
Kop-hals-rompboerderij aan de Borgweg 20 met boomgaard waar vroeger de borg Eelsum heeft gestaan

## Sport en evenementen
In 1934 werd voetbalvereniging VV De Fivel opgericht in café Oude Rechthuis (toen café Dijk geheten). De wedstrijden vonden lange tijd plaats op een grasveld achter dit café. Na de Tweede Wereldoorlog sloot de club zich aan bij de KNVB, waarop het veld werd afgekeurd als 'te smal'. In 1949 werd daarom door burgemeester Jo Teenstra een nieuw sportveld geopend achter het café. In 1968 werd met het nieuwe dorpshuis ook een nieuw sportcomplex geopend. In 1979 werd aldaar het derde veld in gebruik gesteld door burgemeester Henk van der Munnik. In 2005 werd sportpark E.J. Keijer geopend, dat vernoemd is naar Eltjo Jan Keijer, die ruim 40 jaar voorzitter was van de voetbalclub. VV De Fivel is een zaterdagamateurvoetbalvereniging.
In de jaren 1946 en 1947 vonden de ZZ-races met motoren plaats tussen 't Zandt en Zeerijp. Na 1947 werden deze echter afgeblazen wegens een tegenvallend aantal bezoekers en omdat de motorrijders te hoge startgelden vroegen. In 2000 werden de ZZ-races nieuw leven ingeblazen. Sindsdien vinden ze om de drie jaar plaats.
Jaarlijks vindt in Zeerijp een kermis plaats. Daarnaast wordt sinds 2003 om de twee jaar de 'Passie van Riep' gehouden, waarbij inwoners van het dorp (zoals middenstanders en de beide kerken) hun 'passie' tonen aan geïnteresseerden.

## Geboren
- Roelf Woldring (1882), zakenman
- Reggi Scherpbier (1910), kunstschilder

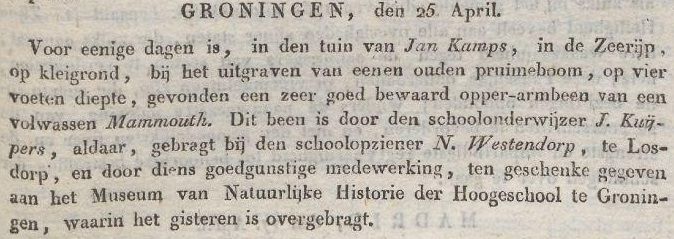
Krantenartikel uit de Arnhemsche Courant van 1 mei 1821 over de vondst van het 'opper-armbeen' van een 'mammouth'

## Trivia
- In 1821 vond ene Jan Kamps uit Zeerijp bij het uitgraven van een pruimenboom het dijbeen van een prehistorisch dier. Volgens Huizing et al. stelde Fransman 'Jean Lacepede' (mogelijk wordt Bernard Germain de Lacépède bedoeld) vast dat het ging om een Afrikaanse olifant. In de bronnen uit die tijd wordt echter aangegeven dat het gaat om het dijbeen van een (wolharige) mammoet, die, zoals Winand Staring schrijft: 'den olifant der voorwereld' was. Volgens Staring kon uit de nabijheid van Delfzijl worden opgemaakt dat het dijbeen waarschijnlijk uit zee was aangespoeld.[31] Het bot werd door historicus Nicolaas Westendorp geschonken aan het Museum van Natuurlijke Historie van Van Swinderen. In 1906 ging dit museum met bot en al in vlammen op bij de brand in het Academiegebouw.
- De schrijver Willem Frederik Hermans laat in zijn roman Uit talloos veel miljoenen (1981) een branieachtige wetenschapper optreden onder de naam "Klaas van Zeerijp".